# István Dubovszky
István Dubrovszky (ur. 13 września 1959 w Szigetvár) – węgierski judoka. Olimpijczyk z Seulu 1988, gdzie zajął piąte miejsce w wadze ciężkiej.
Piąty na mistrzostwach świata w 1987; uczestnik zawodów w 1983 i 1987. Startował w Pucharze Świata w 1989. Piąty na mistrzostwach Europy w 1988 roku.

## Letnie Igrzyska Olimpijskie 1988
| Konkurencja | Eliminacje          | Repasaże                  | Repasaże             | Finały                     | Klas. końcowa |
| Konkurencja | Przeciwnik I        | Przeciwnik I              | Przeciwnik II        | o 3 miejsce                | Miejsce       |
| ----------- | ------------------- | ------------------------- | -------------------- | -------------------------- | ------------- |
| +95 kg      | Henry Stöhr (GDR) P | Benjamin McMurray (PHI) Z | Juha Salonen (FIN) Z | Grigorij Wiericzew (URS) P | 5.            |